# Mejor Sexto Hombre de la NBA
El Premio al Mejor Sexto Hombre de la NBA (NBA Sixth Man of the Year Award) es otorgado anualmente por la NBA al mejor jugador de un equipo que sale desde el banquillo como suplente. El ganador recibe el Trofeo John Havlicek y es seleccionado por un grupo de los Estados Unidos y Canadá, votando cada uno por el primer, segundo y tercer puesto. Cada elección en la primera plaza cuenta cinco puntos, en la segunda son tres y en la tercera uno. El jugador con mayor suma de puntos totales, a pesar del número de votos en la primera posición, gana el premio. Para ser elegible, el jugador tiene que haber disputado más partidos saliendo desde el banquillo que de titular.
De todos los jugadores ganadores del premio tan solo Jamal Crawford y Lou Williams han conseguido tres galardones, por delante de Kevin McHale, Ricky Pierce y Detlef Schrempf, con dos premios cada uno. Ben Gordon se convirtió en 2004-05 en el primer rookie en conseguir dicho galardón. Manu Ginóbili, Detlef Schrempf, Leandro Barbosa y Toni Kukoč son los 4 jugadores extranjeros que han ganado el galardón. Manu Ginóbili es el único ganador del premio en ser nombrado para un All-NBA Team en la misma temporada. Los Angeles Clippers es el equipo con más premios (5), seguido de Phoenix Suns (4) y Boston Celtics con 3.
Cinco ganadores de este premio consiguieron, durante esa temporada, al menos 20 puntos con un mínimo de 50 partidos disputados: Thurl Bailey, Eddie Johnson, Ricky Pierce (en 2 ocasiones) y Lou Williams (en 2 ocasiones) y Tyler Herro.
James Harden es el único jugador que ha conseguido el premio (en 2011-12) y en años posteriores también el premio al MVP de la Temporada (en 2017-18). Por el contrario, Bill Walton hizo el camino inverso, ya que es el único jugador que ha obtenido el premio "MVP de la Temporada de la NBA" (en 1977-78) y ocho años después, cuando ya estaba cerca de su retirada como jugador, ganó el premio a "Mejor Sexto Hombre de la NBA" (en 1985-86).
Los galardonados de este premio que están incluidos en el Basketball Hall of Fame son Kevin McHale, Bill Walton, Bobby Jones, Toni Kukoč y Manu Ginóbili.

## Ganadores

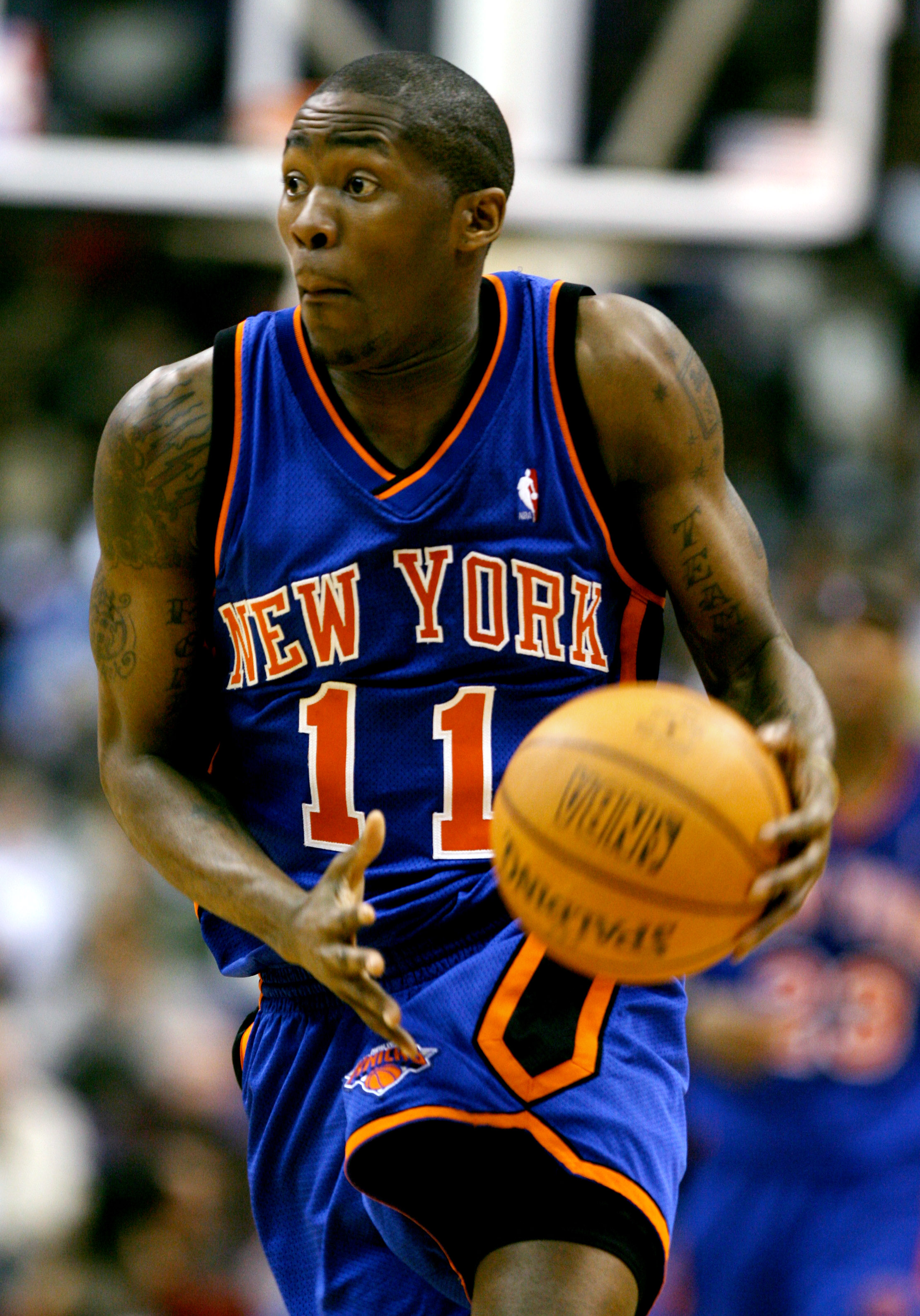
Jamal Crawford es uno de los dos únicos jugadores en conseguir el galardón en tres ocasiones.

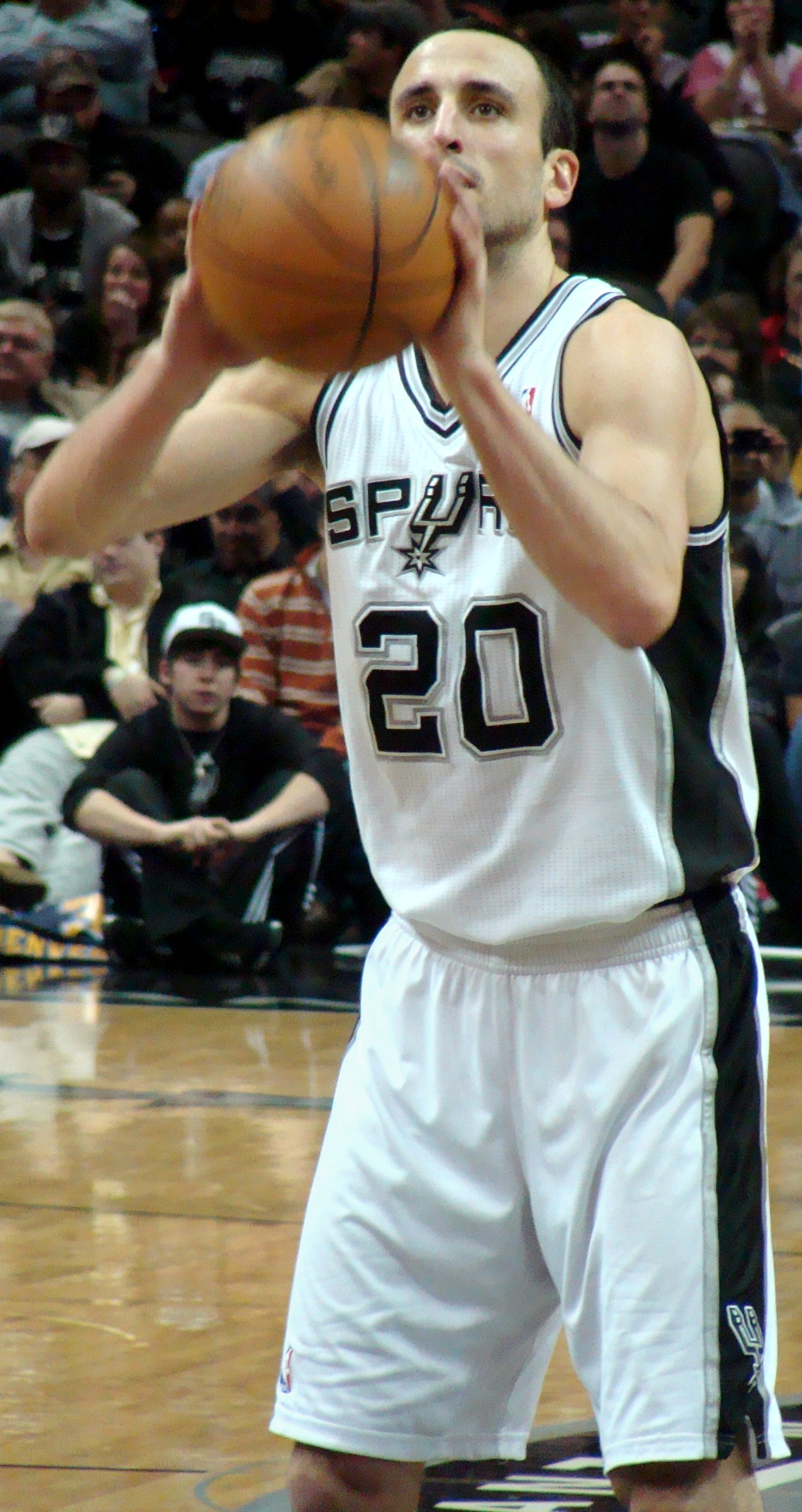
Manu Ginóbili ganó el premio en la temporada 2007-08 con la mayor diferencia de votos sobre el segundo.

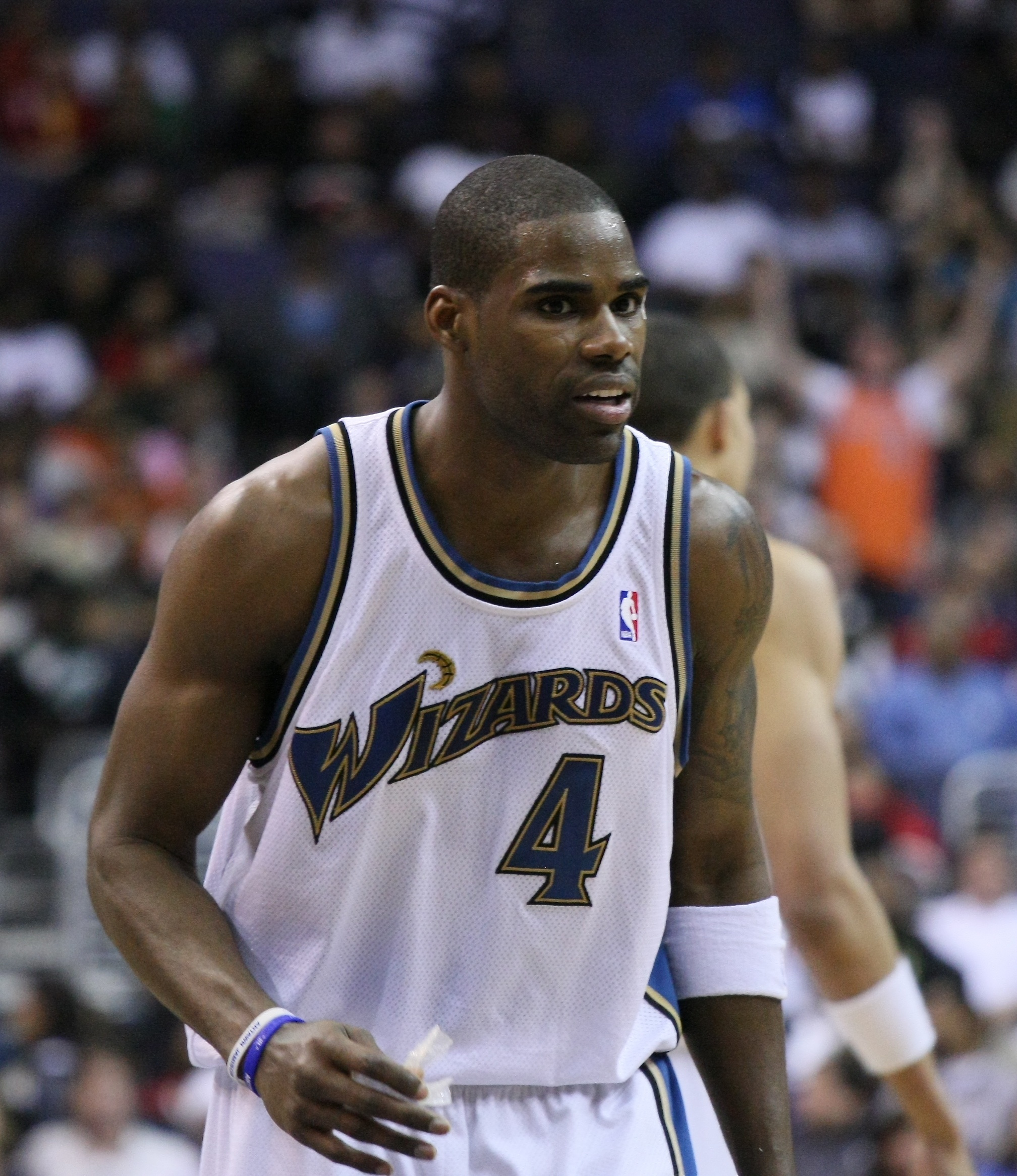
Antawn Jamison ganó el premio en la temporada 2003-04.

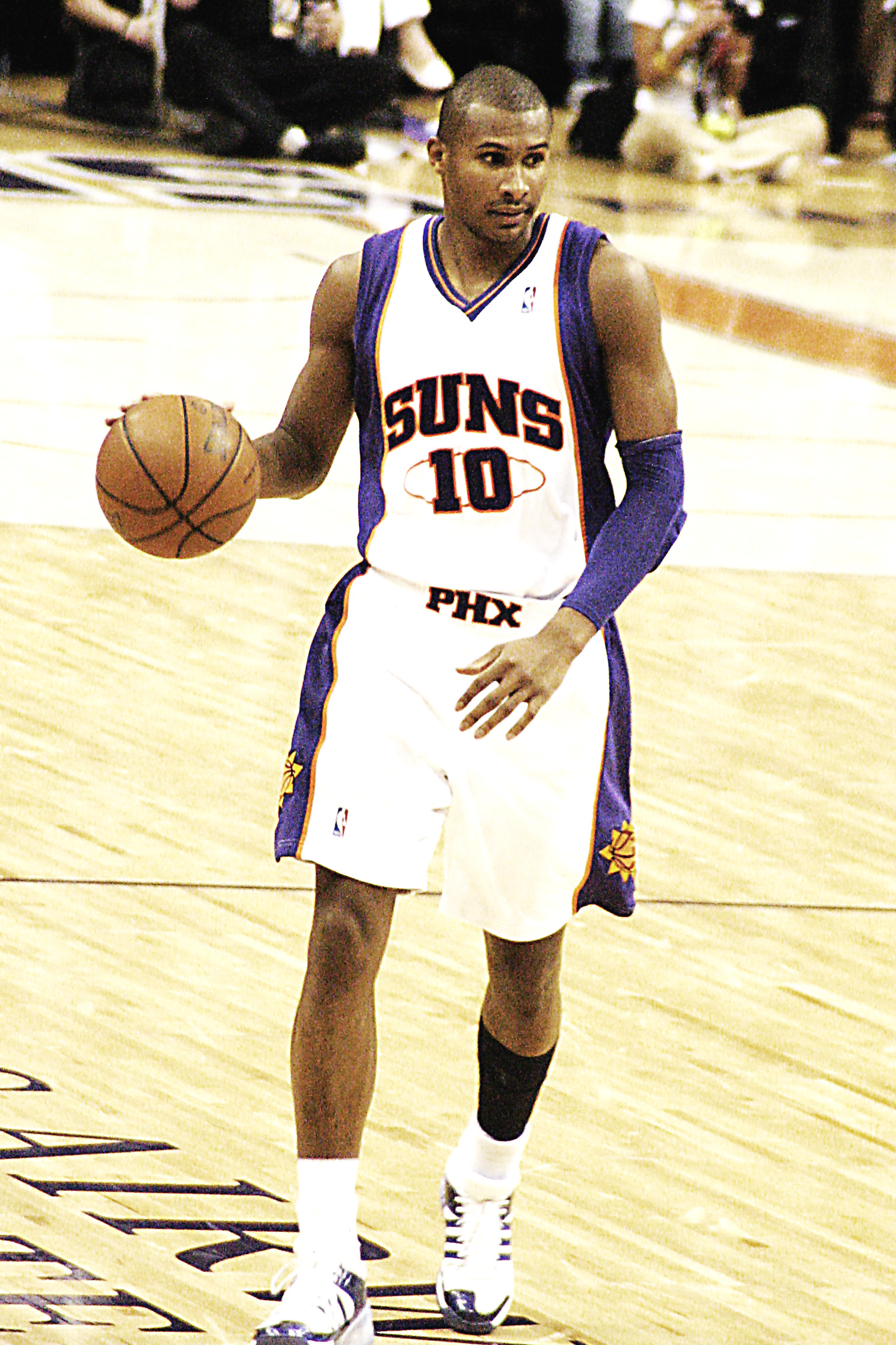
Leandro Barbosa ganó el premio en la temporada 2006-07.

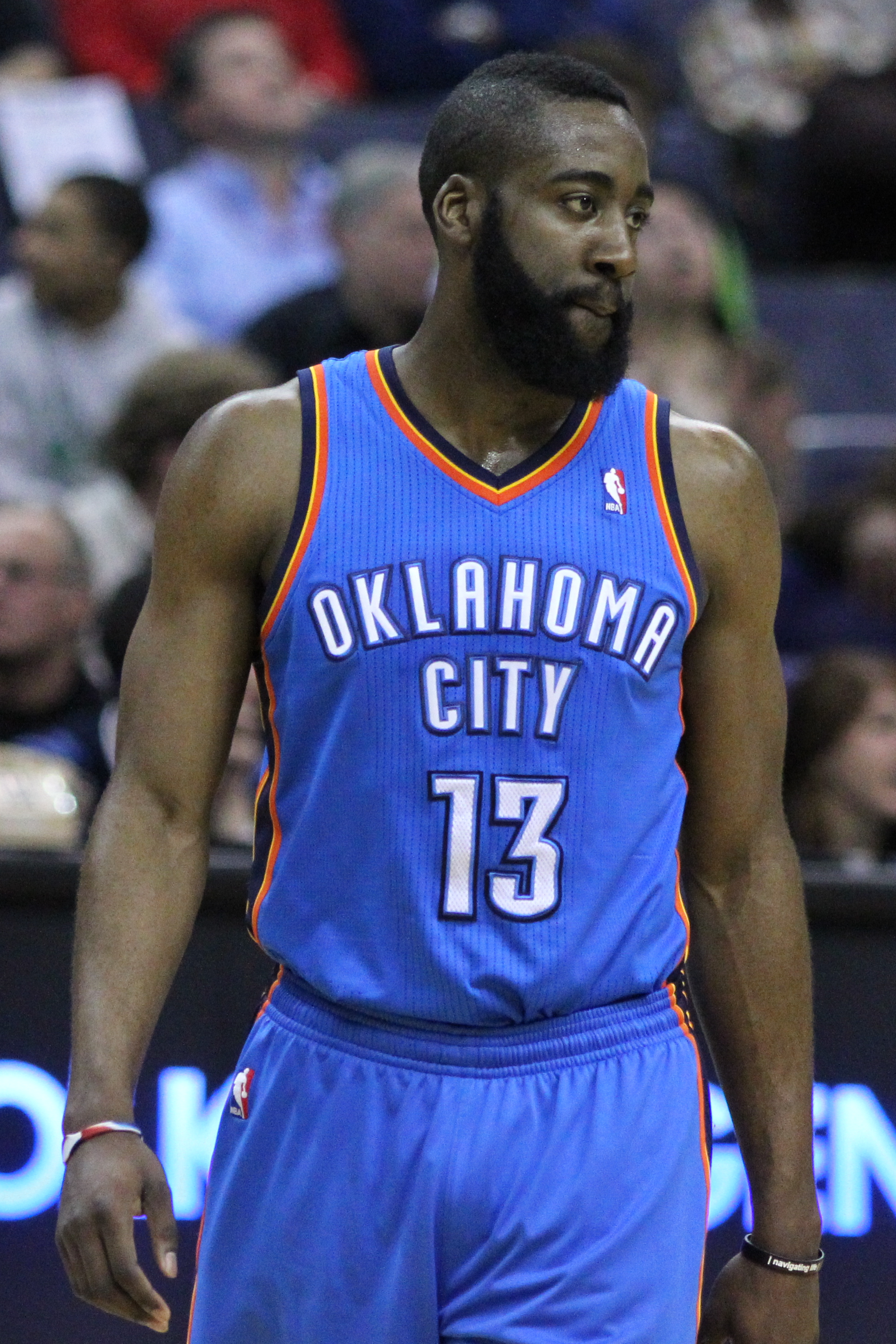
James Harden ganó el premio en la temporada 2011-12.

|             | Jugador activo en la NBA                             |
|             | Elegido en el Basketball Hall of Fame                |
| Jugador (#) | Número de veces que el jugador ha obtenido el premio |

| Temporada | Jugador             | Posición(es)    | Nacionalidad   | Equipo                   |
| --------- | ------------------- | --------------- | -------------- | ------------------------ |
| 1982-83   | Bobby Jones         | Alero           | Estados Unidos | Philadelphia 76ers (1)   |
| 1983-84   | Kevin McHale (1)    | Ala-pívot/Pívot | Estados Unidos | Boston Celtics (1)       |
| 1984-85   | Kevin McHale (2)    | Ala-pívot/Pívot | Estados Unidos | Boston Celtics (2)       |
| 1985-86   | Bill Walton         | Pívot           | Estados Unidos | Boston Celtics (3)       |
| 1986-87   | Ricky Pierce (1)    | Escolta         | Estados Unidos | Milwaukee Bucks (1)      |
| 1987-88   | Roy Tarpley         | Ala-pívot/Pívot | Estados Unidos | Dallas Mavericks (1)     |
| 1988-89   | Eddie Johnson       | Alero           | Estados Unidos | Phoenix Suns (1)         |
| 1989-90   | Ricky Pierce (2)    | Escolta         | Estados Unidos | Milwaukee Bucks (2)      |
| 1990-91   | Detlef Schrempf (1) | Alero           | Alemania       | Indiana Pacers (1)       |
| 1991-92   | Detlef Schrempf (2) | Alero           | Alemania       | Indiana Pacers (2)       |
| 1992-93   | Clifford Robinson   | Ala-pívot/Pívot | Estados Unidos | Portland Trail Blazers   |
| 1993-94   | Dell Curry          | Escolta         | Estados Unidos | Charlotte Hornets        |
| 1994-95   | Anthony Mason       | Alero           | Estados Unidos | New York Knicks (1)      |
| 1995-96   | Toni Kukoč          | Alero           | Croacia        | Chicago Bulls (1)        |
| 1996-97   | John Starks         | Escolta         | Estados Unidos | New York Knicks (2)      |
| 1997-98   | Danny Manning       | Ala-pívot       | Estados Unidos | Phoenix Suns (2)         |
| 1998-99   | Darrell Armstrong   | Base            | Estados Unidos | Orlando Magic            |
| 1999-00   | Rodney Rogers       | Alero           | Estados Unidos | Phoenix Suns (3)         |
| 2000-01   | Aaron McKie         | Escolta         | Estados Unidos | Philadelphia 76ers (2)   |
| 2001-02   | Corliss Williamson  | Alero           | Estados Unidos | Detroit Pistons          |
| 2002-03   | Bobby Jackson       | Base            | Estados Unidos | Sacramento Kings         |
| 2003-04   | Antawn Jamison      | Ala-pívot       | Estados Unidos | Dallas Mavericks (2)     |
| 2004-05   | Ben Gordon          | Escolta         | Estados Unidos | Chicago Bulls (2)        |
| 2005-06   | Mike Miller         | Escolta/Alero   | Estados Unidos | Memphis Grizzlies        |
| 2006-07   | Leandro Barbosa     | Escolta/Base    | Brasil         | Phoenix Suns (4)         |
| 2007-08   | Manu Ginóbili       | Escolta         | Argentina      | San Antonio Spurs        |
| 2008-09   | Jason Terry         | Escolta/Base    | Estados Unidos | Dallas Mavericks (3)     |
| 2009-10   | Jamal Crawford (1)  | Escolta         | Estados Unidos | Atlanta Hawks            |
| 2010-11   | Lamar Odom          | Ala-pívot       | Estados Unidos | Los Angeles Lakers       |
| 2011-12   | James Harden        | Escolta         | Estados Unidos | Oklahoma City Thunder    |
| 2012-13   | J.R. Smith          | Escolta         | Estados Unidos | New York Knicks (3)      |
| 2013-14   | Jamal Crawford (2)  | Escolta         | Estados Unidos | Los Angeles Clippers (1) |
| 2014-15   | Lou Williams (1)    | Base            | Estados Unidos | Toronto Raptors          |
| 2015-16   | Jamal Crawford (3)  | Escolta         | Estados Unidos | Los Angeles Clippers (2) |
| 2016-17   | Eric Gordon         | Escolta         | Estados Unidos | Houston Rockets          |
| 2017-18   | Lou Williams (2)    | Base            | Estados Unidos | Los Angeles Clippers (3) |
| 2018-19   | Lou Williams (3)    | Base            | Estados Unidos | Los Angeles Clippers (4) |
| 2019-20   | Montrezl Harrell    | Ala-pívot       | Estados Unidos | Los Angeles Clippers (5) |
| 2020-21   | Jordan Clarkson     | Base            | Estados Unidos | Utah Jazz                |
| 2021-22   | Tyler Herro         | Escolta         | Estados Unidos | Miami Heat               |
| 2022-23   | Malcolm Brogdon     | Escolta         | Estados Unidos | Boston Celtics (4)       |
| 2023-24   | Naz Reid            | Pívot           | Estados Unidos | Minnesota Timberwolves   |
| 2024-25   | Payton Pritchard    | Base            | Estados Unidos | Boston Celtics (5)       |